# Joseph H. Outhwaite

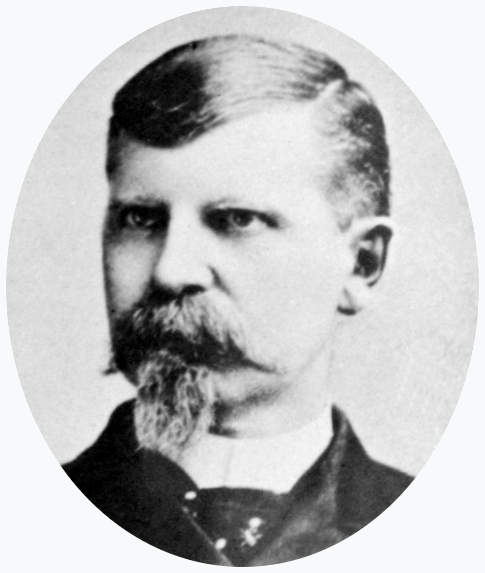
Joseph H. Outhwaite

Joseph Hodson Outhwaite (* 5. Dezember 1841 in Cleveland, Ohio; † 9. Dezember 1907 in Columbus, Ohio) war ein US-amerikanischer Politiker. Zwischen 1885 und 1895 vertrat er den Bundesstaat Ohio im US-Repräsentantenhaus.

## Werdegang
Joseph Outhwaite besuchte die öffentlichen Schulen in Zanesville. Zwischen 1862 und 1864 war er an der dortigen High School als Lehrer tätig. Von 1864 bis 1867 war er Leiter (Principal) der Grammar School in Columbus. Nach einem gleichzeitigen Jurastudium und seiner 1866 erfolgten Zulassung als Rechtsanwalt begann er ab 1867 in Osceola (Missouri) in diesem Beruf zu arbeiten. Danach kehrte er nach Ohio zurück, wo er zwischen 1874 und 1878 Staatsanwalt im Franklin County war. Von 1879 bis 1883 fungierte er als Kurator des dortigen Bezirkskinderheims. Zwischen 1883 und 1885 verwaltete er den Tilgungsfonds der Stadt Columbus. Politisch war er Mitglied der Demokratischen Partei.
Bei den Kongresswahlen des Jahres 1884 wurde Outhwaite im 13. Wahlbezirk von Ohio in das US-Repräsentantenhaus in Washington, D.C. gewählt, wo er am 4. März 1885 die Nachfolge von George L. Converse antrat. Nach vier Wiederwahlen konnte er bis zum 3. März 1895 fünf Legislaturperioden im Kongress absolvieren. Von 1891 bis 1893 vertrat er dort den neunten und danach den zwölften Distrikt seines Staates. Diese Änderungen waren durch Umstrukturierungen der Wahlbezirke in Ohio bedingt. Von 1887 bis 1889 war Outhwaite Vorsitzender des Committee on Pacific Railroads; von 1891 bis 1895 leitete er den Militärausschuss. Er wirkte auch in einer Kommission zur Festschreibung der Bundesgesetze (Commission to codify the laws of the United States) mit.
Von 1895 bis 1899 war Outhwaite ziviles Mitglied des Board of Ordnance and Fortification. Zwischen 1896 und 1898 saß er auch im Kuratorium der Ohio State University in Columbus. Seit 1904 war er Dekan der juristischen Fakultät dieser Universität. Er starb am 9. Dezember 1907 in Columbus, wo er auch beigesetzt wurde.